# Herbert W. Spencer
Pour les articles homonymes, voir Winfield et Spencer.
Cet article possède un paronyme, voir Herbert Spencer (homonymie).
Herbert Winfield Spencer (Santiago, 7 avril 1905 - Culver City, 18 septembre 1992) est un compositeur et un chef d'orchestre américain de musique de film. Il a entre autres travaillé avec John Williams, réalisant l'orchestration des bandes originales de la première trilogie de la Guerre des Étoiles (1977-1983 : Un nouvel espoir, L'Empire contre-attaque, Le Retour du Jedi).

## Filmographie
- 1953 : La Folle Aventure (The I Don't Care Girl) de Lloyd Bacon.
- 1970 : Scrooge de Ronald Neame.

## Distinctions
Il a été nommé (avec Leslie Bricusse) pour l'Oscar de la meilleure musique de film et le Golden Globe de la meilleure musique de film en 1971 pour Scrooge.